# Lysviks församling
Lysviks församling är en församling i Norra Värmlands kontrakt i Karlstads stift. Församlingen ligger i Sunne kommun i Värmlands län och utgör ett eget pastorat.

## Administrativ historik
Församlingen har medeltida ursprung.
Församlingen var till 1765 annexförsamling i pastoratet Sund, Emtervik, Fryksände och Lysvik som från 1673 även omfattade Västra Ämterviks församling och från 1751 Gräsmarks församling. Från 1765 till 1 maj 1821 ingick församlingen i Fryksdals pastorat där församlingarna Sunne, Gräsmark, Östra och Västra Ämtervik, Fryksände, Lysvik och Östmark ingick. Från 1 maj 1821 till 1 maj 1912 var den annexförsamling i pastoratet Fryksände och Lysvik som från 1822 även omfattade Vitsands församling, från 1851 Lekvattnets församling och till 1 maj 1878 Östmarks församling. Från 1 maj 1912 utgör församlingen ett eget pastorat.

## Kyrkoherdar
| Årtal i tjänst  | Namn             | Födelseår och plats                              |
| --------------- | ---------------- | ------------------------------------------------ |
| tidigt 1950-tal | Erik Thegelström | 1887-06-02 i Uppsala domkyrkoförs, Uppsala län.  |
| sent 1950-tal   | Josef Johnsson   | 1909-12-22 i Sunne, Värmlands län.               |
| 1975 - 2004     | Jarl Eltenius    | 1939-01-02 i Karlshamn, Blekinge län.            |
| 2007 - 2012     | Josef Kjellgren  | 1947-06-09 i Fryksände, Värmlands län.           |
| 2012 -          | Ingemar Hansson  | 1950-08-08 i Uddevalla, Göteborgs och Bohus län. |

## Organister
| Period    | Namn                  | Levnadstid | Övrigt   |
| --------- | --------------------- | ---------- | -------- |
| 1860      | Lars Magnus Håkansson | 1837-      | Organist |
| 1867-1895 | Johannes Andersson    | 1834-1917  | Organist |

## Kyrkor
- Lysviks kyrka